# Charles François Dumouriez
Charles François du Périer, detto Dumouriez o Du Mouriez (Cambrai, 26 gennaio 1739 – Londra, 14 marzo 1823), è stato un generale francese.

## Biografia

### Il periodo monarchico
Figlio di un militare di carriera, Anne-François Duperrier-Dumouriez, entra giovanissimo nell'esercito e combatte la sua prima campagna a 19 anni come cadetto nel Reggimento Escars, diventando presto capitano. Presta servizio nell'esercito regio combattendo la guerra dei sette anni durante la quale viene ferito ben venti volte.
Alla pace del 1763 viene fatto "cavaliere di San Luigi", ma riformato e si ritrova in ristrettezze economiche, per cui va ad offrire i suoi servigi alla Repubblica di Genova impegnata in quel periodo a reprimere la rivolta còrsa di Pasquale Paoli. Ricevutone un diniego, si offre allo stesso Paoli che lo rifiuta ed infine tenta di far approvare dal duca di Choiseul un piano per la conquista dell'isola ma ne riceve un secco rifiuto. Tuttavia il duca, grazie ai buoni uffici del cognato della Du Barry, l'incarica di una missione segreta alla corte di Madrid con un compenso immediato di 18.000 franchi. Al ritorno da questa missione gli viene conferito il grado di maggior generale per andare a combattere in Corsica, che viene acquisita alla corona francese nel 1768. Nel 1770 riceve un altro incarico segreto in Polonia al seguito dei capi del partito indipendentista che si riuniscono ad Eperies in Ungheria, ma il duca di Choiseul muore ed il Dumouriez si trova privo di istruzioni e di copertura. Si mette perciò alla testa di uno dei partiti indipendentisti, attacca un corpo di 5.000 russi comandati dal generale Suvorov e li disperde. Il successore del Choiseul, D'Aiguillon, lo richiama in patria nel 1772.
Il ministro della corrispondenza segreta del re Luigi XV, de Broglie, lo incarica di recarsi in Svezia ad aiutare il re Gustavo III contro l'aristocrazia svedese. Fatto arrestare dal D'Aiguillon ad Amburgo (presumibilmente a causa della sottrazione a suo favore di fondi destinati alla sua missione), rimane in carcere a Caen fino alla morte del re.
Luigi XVI gli rende il grado di colonnello e lo invia prima in Prussia, ad addestrare l'esercito prussiano, quindi lo nomina Governatore di Cherbourg, carica che ricopre per dodici anni, facendovi eseguire importanti opere portuali.

### Il periodo della Rivoluzione

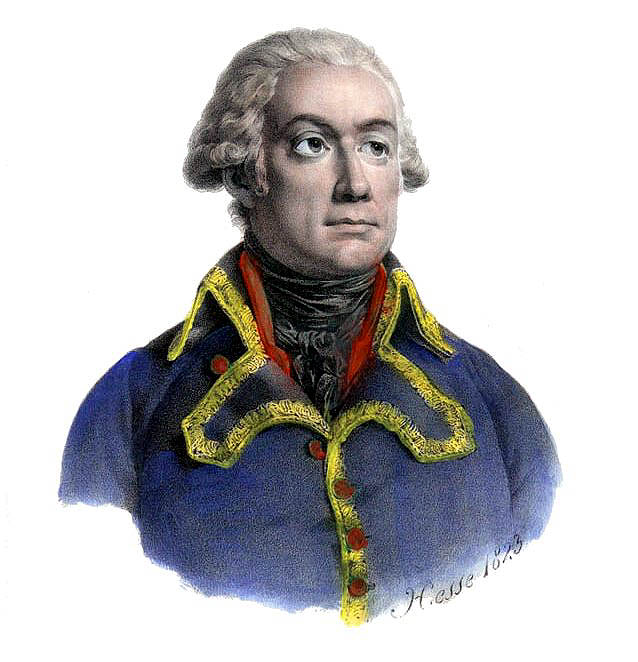
Generale Dumouriez

Tornato a Parigi aderisce cautamente alla Rivoluzione, riuscendo a farsi eleggere agli stati generali nel 1789, e facendo amicizia con il La Fayette ed il Mirabeau e frequentando il Club dei Giacobini. Amante del gioco d'azzardo, dissipa continuamente i suoi guadagni. Riesce ad ottenere un comando in Vandea nel 1791 con il grado di luogotenente generale e successivamente, appoggiato dai Girondini, un incarico di ministro degli esteri il 15 marzo 1792, ove spingerà per dichiarare guerra all'Austria, divenendo allo stesso tempo comandante della Guardia nazionale a Cherbourg. Lascia il Ministero degli Esteri per quello della Guerra il 12 giugno dello stesso anno ma tre giorni dopo deve dimettersi causa l'ostilità della Convenzione che minaccia di metterlo sotto accusa.
Ottenuto tuttavia, grazie all'amicizia con Danton, il comando dell'Armata del Nord, lasciato da Lafayette, si dirige con soli 28.000 uomini contro l'esercito del duca di Brunswick, forte di 60.000 uomini. Raggiunto dalle forze del collega Kellermann (27.000 uomini) e da quelle di Beurnoville (10.000) ferma l'avanzata del nemico il 20 settembre 1792 costringendolo alla ritirata a Valmy. Sembra che non abbia voluto inseguire il nemico per lasciare ancora a Luigi XVI, che non gli era mai stato nemico, la possibilità di un aiuto dall'estero. Fa anche pervenire in segreto a Federico Guglielmo di Prussia l'informazione che il generale francese de Custine si sta preparando ad invadere i suoi territori.
Tornato a Parigi, il 26 ottobre 1792 emette a Valenciennes un proclama in cui invita i belgi a ribellarsi al dominio austriaco. Il 6 novembre, mentre si prepara ad attaccare gli austriaci sulle alture fortificate ove si sono attestati, è attaccato dalle truppe del duca Alberto a Jemappes. Le sconfigge e procede ad occupare il Belgio. Accarezzando l'idea di una nazione belga indipendente fu d'intralcio alle intenzioni della Convenzione che intendeva farne un territorio francese.
Tornato a Parigi e mal visto dai Montagnardi si appoggia ai Girondini. Quindi, con 13.000 uomini mal equipaggiati, riparte per occupare i Paesi Bassi: occupa Breda e Berg-op-Zoom ma, il 18 marzo 1793, a Neerwinden subisce uno scacco ad opera del principe Federico Giosia di Sassonia-Coburgo-Saalfeld. Come conseguenza, i suoi nemici alla Convenzione ne chiedono la messa sotto accusa. Dumouriez, presentendo il grave pericolo, cerca di accordarsi con il principe austriaco. Notizia dei suoi tentativi giunge a Parigi provocando l'invio di un gruppo di deputati, fra i quali il ministro della guerra Beurnonville, per chiedergli conto del suo comportamento e sospenderlo dal comando. Dumouriez reagisce facendo arrestare la delegazione, ministro incluso, (che rimarranno prigionieri degli austriaci per quasi tre anni) e, abbandonato dai soldati che aveva cercato di convincere a marciare su Parigi, il 4 aprile fugge in Austria, seguito dal Duca di Chartres (figlio di Luigi Filippo II di Borbone-Orléans e destinato al trono di Francia, dal 1830 al 1848).

### Vagabondaggio
Lascia però subito anche l'Austria e diviene errabondo: in Franconia è messo alla porta dall'Elettore di Colonia, Massimiliano d'Asburgo-Lorena (cognato di Luigi XVI), miglior sorte non ha a Stoccarda e così in Svizzera, in Italia ed in Inghilterra, riuscendo infine a stabilirsi in territorio danese nei pressi di Amburgo. Nel 1800 si reca in Russia per offrire allo zar Paolo I i suoi servigi contro la Francia ma improvvisamente lo zar si pronuncia a favore di quest'ultima contro l'Inghilterra. Quivi si stabilisce come consulente del governo che gli riconosce in cambio una pensione e si dedica anche allo spionaggio per il medesimo governo. Nel 1807 si lega a re Gustavo di Svezia che sta per affidargli il comando dell'esercito ma a seguito della pace di Tilsit deve tornare in Inghilterra. Nel 1808 offre i suoi servigi al Portogallo minacciato dalla Francia. Percorre tutta la Spagna addestrando gli spagnoli alle tecniche della guerriglia e scrive in proposito un'opera dal titolo Pardidas de guérillas che fu a lungo il manuale della rivolta spagnola contro i francesi. Dal 1812 al 1814 è consigliere del ministro inglese Castelreagh e dello stesso Wellington.

### La restaurazione
A causa dei consigli forniti al Wellington, i Borboni gli rifiutano l'autorizzazione a tornare in Francia, per cui rimane in Inghilterra continuando a ricevere una pensione dal governo inglese più un compenso straordinario annuo che un suo amico riesce ad ottenergli vita natural durante. Ritiratosi in campagna, nella contea di Buckingham nel 1822, fa vita da allevatore di bovini fino alla morte che lo coglie poco più di un anno dopo.
Come molte altre personalità della Rivoluzione francese, Dumouriez fu membro della Massoneria.